# 谷古宇勘司
谷古宇 勘司（やこう かんじ、1950年〈昭和25年〉12月15日 - ）は、日本の政治家、会社役員。第101代埼玉県議会議長、元草加市議会議員。社会福祉法人理事長。草加市体育協会第4代会長。

## 経歴
埼玉県草加市出身。谷古宇甚三郎の長男である。生家は北関東全域や利根川流域で不動産開発を手掛けていた。
草加市立谷塚小学校、明治大学付属中野中学校・高等学校、獨協大学法学部卒業。
1983年4月から2012年12月まで8期埼玉県議会議員をつとめた。1999年、埼玉県議会第101代議長に就任。草加青年会議所理事、草加市体育協会理事、草加市文化協会理事、草加市野球連盟会長、草加市立松江中学PTA会長などをつとめた。
2012年12月、日本維新の会衆議院埼玉県第3区支部長。同年同月衆議院議員選挙に立候補したが、落選した。2015年3月、慶應義塾大学大学院法学研究科修了（法学修士）。大学院では、日本政治論の研究室で憲法と公共政策を中心に学んだ。
2017年10月、衆議院議員選挙に再度埼玉3区から日本維新の会公認で立候補したが、落選した。2019年5月、草加市体育協会第4代会長に就任。
2024年10月27日執行の第50回衆議院議員総選挙に栃木県第5区から日本維新の会公認で立候補したが、落選した。

## 人物
好きな作家は、ヴィクトール・フランクル、亀井勝一郎、江藤淳、司馬遼太郎。趣味はスキー、テニス、野球、芸能鑑賞。

## 政策・主張
谷古宇は自身の公式ウェブサイトで「古い法律、制度、がんじがらめの今の日本を変えなければならない」と述べている。2017年の衆院選の時、候補者アンケート（朝日・東大谷口研究室共同調査）に対して谷古宇は以下のように回答している。
- 幼稚園・保育所から大学まで教育を無償化すべきことには賛成[11]。
- 長期的に消費税率を10%よりも高くすることにはどちらとも言えない[11]。
- 所得や資産の多い人に対する課税を強化すべきことにはどちらとも言えない[11]。
- 男性同士、女性同士の結婚を法律で認めるべきことにはどちらとも言えない[11]。
- 選択的夫婦別姓についてはどちらとも言えない[11]。
- 外国人労働者の受け入れを進めるべきことにはどちらとも言えない[11]。
- 首相の靖国神社参拝にはどちらとも言えない[11]。
- 非核三原則を堅持すべきことにはどちらとも言えない[11]。
- 日本の防衛力はもっと強化すべきことには賛成[11]。
- 他国からの攻撃が予想される場合には先制攻撃もためらうべきではないことにはどちらとも言えない[11]。
- 北朝鮮に対しては対話よりも圧力を優先すべきことにはどちらとも言えない[11]。
- 安倍内閣の北朝鮮問題への取り組みを評価しない[11]。
- 安倍内閣の森友学園・加計学園問題への対応を評価しない[11]。
- アベノミクスを評価しない[11]。
- 共謀罪法をどちらかといえば評価しない[11]。
- 安全保障関連法案の成立をどちらかといえば評価しない[11]。
- 被選挙権を得られる年齢を引き下げるべきことにはどちらとも言えない[11]。
- 原発ゼロか存続かについてはどちらとも言えない[11]。

## 家族
谷古宇家
- 父・甚三郎[5]（1927年 - 2005年[12]、埼玉県議会議員[7]、谷古宇産業代表取締役[12]） - 実業家の父・甚三郎は、20社以上の関連企業を率いた谷古宇産業グループのオーナーで、田中角栄元首相の側近であった[12]。住所は草加市瀬崎[7]。